# يونس قادري
يونس قادري مواليد 4 يناير 1991 في الجزائر، هو لاعب كرة قدم جزائري يلعب مع مولودية العلمة كمهاجم. مثّل منتخب الجزائر لكرة القدم.

## المسيرة الاحترافية

### أندية لعب لها
- وفاق سطيف
- مولودية العلمة

## روابط خارجية
- يونس قادري على موقع قاعدة بيانات كرة القدم.إي يو (الإنجليزية)
- يونس قادري على موقع Soccerway.com (الإنجليزية)